# Millionaire (groupe)
Pour les articles ayant des titres homophones, voir Millionnaire (homonymie).
Millionaire est un groupe belge de rock, originaire de Zonhoven, en Région flamande.

## Histoire
Le groupe est formé en 1999 par Tim Vanhamel (Evil Superstars, dEUS et Eagles of Death Metal). Ils enregistrent leur premier album Outside the Simian Flock en 2001. Ils rencontrent Josh Homme (chanteur et guitariste de Queens of the Stone Age), lequel leur propose d'assurer leur première partie durant leurs tournées européenne et américaine. Ils assurent dès lors leur show avec Muse et Foo Fighters.
Ils reviennent en 2005 avec la sortie de leur second album Paradisiac produit par Josh Homme. En 2007, le groupe participe la bande originale du film belge Ex Drummer  en interprétant Mongoloid (qui est repris comme générique de l'émission télévisée Le Grand Cactus en 2015). En février 2008, Chino Moreno de Deftones place leur chanson Petty Thug dans une des playlists du blog du groupe.
Le 4 avril 2017, un nouveau titre, I'm Not Who You Think You Are, est rendu disponible ainsi que l'annonce pour le 19 mai de leur troisième album Sciencing,. Puis, en pleine pandémie de Covid-19, le groupe son album Applz≠Applz.

## Membres

### Membres actuels
- Tim Vanhamel – chant, guitare
- Damien Vanderhasselt – batterie
- Bas Remans – basse
- Sjoerd Bruil – guitare (live)
- Hans De Prins – clavier (live)

### Anciens membres
- Dave Schroyen – batterie
- Aldo Struyf – guitare

## Discographie

### Albums studio
- 2001 : Outside the Simian Flock
- 2005 : Paradisiac
- 2017 : Sciencing
- 2020 : Applz≠Applz

### Singles
- 2001 : Body Experience Revue
- 2002 : Come With You
- 2002 : Me Crazy, You Sane
- 2003 : Champagne
- 2005 : Rise and Fall
- 2005 : I'm On a High
- 2005 : We Don't Live There Anymore/For a Maid
- 2017 : Love Has Eyes
- 2017 : I'm Not Who You Think You Are
- 2017 : Love Has Eyes
- 2019 : Cornucopia
- 2019 : Don't
- 2020 : Strange Days
- 2020 : Can't Stop the Noise